# Confissões de Fé Reformadas
As Confissões de Fé Reformadas são documentos e credos que expressam consenso doutrinário entre as diversas Igrejas Reformadas. Esses credos são compartilhados por diversas denominações, geralmente ligadas por laços históricos.

## Confissões Reformadas
- Consenso de Zurique, de 1549, que unificou as visões calvinista e zuingliana a respeito da Ceia do Senhor.

- Confissão da Guanabara, de 1558, primeiro escrito protestante no Brasil e de todo o Continente Americano.[1]
- Confissão de Fé Francesa, de 1559, também conhecida como Confissão de Fé gaulesa ou Confissão de La Rochelle
- Confissão de Fé Escocesa, de 1560.
- Padrões Doutrinários da Igreja Reformada Holandesa:[2]
  - Confissão de Fé Belga, de 1561.
  - Catecismo de Heidelberg, de 1563.
  - Cânones de Dort, de 1619, proposta pela corrente gomarista monergista da Igreja Reformada Holandesa.
- Cinco Artigos da Remonstrância, de 1610, proposta pela corrente remonstrante (seguidora de Jacob Armínio) e posteriormente pela Igreja Reformanda Remonstrante.
- Segunda Confissão Helvética, de 1566[3]
- Padrões de Westminster, adotados por grande parte do Presbiterianismo:[4]
  - Confissão de Fé de Westminster, de 1646.
  - Catecismo Maior de Westminster, de 1649.
  - Breve Catecismo de Westminster, de 1649.
- Declaração de Savoy, de 1658, uma alteração dos Padrões de Westminster para o modelo Congregacional.[5]
- Declaração Teológica de Barmen, de 1934, considerou incompatível com a fé cristã o apoio a regime autoritário e racista.
- Confissão de Belhar, de 1982. Rejeita o racismo e afirma a necessidade de buscar a justiça social como mandado do evangelho.
- Padrões Doutrinários de grupos batistas confessionais aderentes à vertente reformada, embora não sejam aceitos pela Aliança Reformada Mundial.[6]
  - Confissão de Fé Batista de 1644[7]
  - Segunda Confissão de Fé Batista de Londres[8], uma alteração dos Padrões de Westminster para o modelo Batista Reformado feita em 1689.
  - Confissão de Fé Batista de New Hampshire, adotada em 1833.